# Chiesa di Santa Chiara (Brescia)

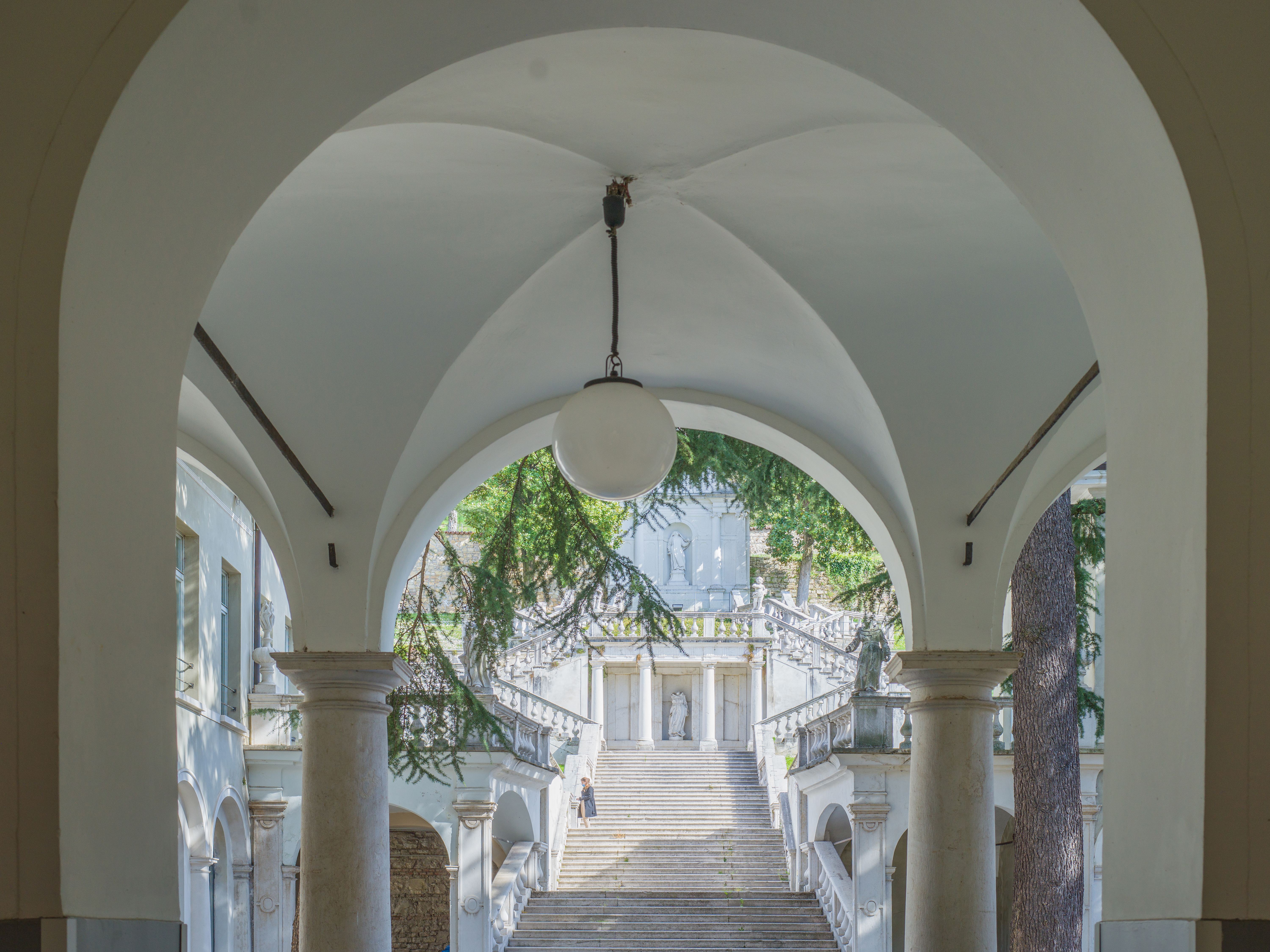
Cortile del convento

Il teatro Santa Chiara, intitolato a Mina Mezzadri, è una ex chiesa di Brescia, convertita a teatro, ha fatto parte di un complesso monasteriale, di origine medievale, dedicato a Santa Chiara Nuova, per distinguerlo da un altro convento francescano presente in città, anch'esso dedicato alla santa di Assisi.

## Descrizione
Il Teatro Santa Chiara si compone di una piccola sala disposta su un unico piano da circa 154 posti a sedere. Fa parte del CTB Teatro Stabile di Brescia. 

## Storia

### Il convento
L'ex convento venne fondato nel 1446 dal predicatore francescano Alberto da Sarteano, su di un vecchio ospedale, intitolato a San Cristoforo, che col passare del tempo venne inglobato nell'Ospedale Maggiore di Brescia. Nel 1487 nel convento erano presenti ottantaquattro suore, affidate alla tutela spirituale dei frati francescani osservanti di San Giuseppe.
Nel 1797, con l'avvento dei francesi, il convento cessò il suo operato e, passato sotto la giurisdizione gesuita, divenne un collegio fino al 1856 quando, con la distruzione della chiesa adiacente, venne trasformato in caserma.
L'ex convento ospita alcune sedi didattiche del dipartimento di Economia e management dell'Università degli Studi di Brescia.

### La chiesa
All'interno dell'edificio settecentesco, sono conservati affreschi datati al 1739 di Giovan Francesco Gaggini, tra cui spiccano Santa Chiara in Gloria, Speranza e San Francesco d'Assisi in adorazione della Santissima Trinità e Santi, dipinto nel medaglione verso l'ingresso. Distrutta nel 1856, venne ricostruita in epoca moderna e adibita a teatro.

### Il teatro
Nel 1963 il Comune destinò il Santa Chiara come sede teatrale alla Compagnia della Loggetta diventata poi nel 1974 Centro Teatrale Bresciano e successivamente in Associazione CTB Teatro Stabile di Brescia.
L'inaugurazione del teatro Santa Chiara avvenne nell'estate del 1963 con I giganti della montagna di Pirandello, per la regia di Mina Mezzadri. Da allora il teatro è divenuto un punto di riferimento culturale importante per la città. La sala ha ospitato molti spettacoli prodotti dal CTB e firmati da registi, da Mina Mezzadri a Massimo Castri, da Nanni Garella a Federico Tiezzi, da Sandro Sequi a Cesare Lievi.